# Black Leopards
Black Leopards FC ist ein südafrikanischer Fußballverein mit Sitz in Polokwane in der Provinz Limpopo. Er spielt (Stand November 2022) in der National First Division, der zweithöchsten Spielklasse.

## Vereinsgeschichte
Der Verein wurde 1983 von Geschäftsleute aus der Region Vhembe in Thohoyandou gegründet. 1998 fand die Übernahme durch die Familie Thidiela statt. Nach nur zwei Jahren gelang der Aufstieg in die Premier Soccer League. Der Abstieg erfolgte nach sieben Spielzeiten in der 1. Liga 2008, ehe die Black Leopards 2011 wieder aufstiegen. In der Saison 2020/21 erfolgte der erneute Abstieg.

## Statistiken
- Meiste Einsätze: Christopher Netshidzivhe – 163
- Meiste Tore: Mulondo Sikhwivhilu – 44

## Bekannte Trainer
- Walter Rautmann (2003)
- Hans-Dieter Schmidt (2007)